# Tigres de Álica Fútbol Club
El Club Deportivo Tigres de Álica Fútbol Club, también conocido como Tigres de Álica Fútbol Club o simplemente Tigres de Álica es un equipo de fútbol de Tepic, ubicado en el estado de Nayarit, que participa en la Serie A de la Segunda División de México.

## Historia
El equipo fue fundado en julio de 2021 siendo inscrito desde sus inicios en la Tercera División, última categoría del fútbol profesional en México. Durante sus primeras temporadas el equipo tuvo una actuación discreta en la categoría, sin lograr entrar a la liguilla de ascenso.
En la temporada 2023-24 el equipo logró entrar por primera ocasión en la liguilla, tras finalizar como líder del Grupo 15 de la categoría. En la fase final los Tigres eliminaron a los clubes Sultanes de Tamazunchale, Obson Dynamo, Aves Blancas y H2O Purépechas, para de esa manera asegurar su ascenso a la Liga Premier, nombre oficial de la Segunda División. En la final regional los Tigres fueron eliminados por el Acatlán Fútbol Club con un marcador global de 1-2, por lo que de acuerdo al reglamento al equipo de Tepic le correspondía ascender a la Serie B de México, rama secundaria de la Segunda División.
El 28 de junio de 2024 el Tigres de Alica fue anunciado como nuevo integrante de la Serie A de México, rama principal de la Segunda División, debido a que logró satisfacer las condiciones de infraestructura deportiva para tomar parte de esa subdivisión de la categoría de bronce del fútbol mexicano. Convirtiéndose además en el equipo principal de la ciudad de Tepic, debido a los problemas institucionales del Coras Fútbol Club que lo llevaron a cambiar de sede en el verano de 2023.
Como parte del proyecto de mejora del club, el 13 de julio el equipo anunció su cambio de sede al Estadio Nicolás Álvarez Ortega, el recinto deportivo más grande del estado, el cual se había quedado sin fútbol profesional desde el año 2020.

## Estadio
El Estadio Nicolás Álvarez Ortega, anteriormente llamado Arena Cora, es un estadio multifuncional ubicado en la ciudad de Tepic, Nayarit. Es utilizado principalmente para partidos de fútbol, fue la sede del Deportivo Tepic y desde 2024 es la cancha del Tigres de Alica F.C. El estadio tiene capacidad para 12 945 espectadores en su primera etapa.
El 20 de noviembre del 2017 el estadio fue rebautizado como Estadio Nicolás Álvarez Ortega por el gobernador de Nayarit, Antonio Echevarría García durante la ceremonia de entrega del Premio Estatal del Deporte 2017. Conmemorando así al exfutbolista y beisbolista, destacado en la entidad, portador de la Antorcha Olímpica en 1968 e inducido al Salón de la Fama del Deporte en Nayarit.

## Temporadas
| Temporada     | División           | Posición                     |
| ------------- | ------------------ | ---------------------------- |
| 2021/2022     | 5.Tercera División | 6.º Grupo XIV                |
| 2022/2023     | 5.Tercera División | 7.º Grupo XV                 |
| 2023/2024     | 5.Tercera División | 1.º Grupo XV (Final de Zona) |
| Apertura 2024 | 3.Segunda Serie A  | 5.º Grupo I                  |
| Clausura 2025 | 3.Segunda Serie A  | 5.º Grupo I                  |